# Setostylus bifidus
Setostylus bifidus är en tvåvingeart som beskrevs av Loïc Matile 1990. Setostylus bifidus ingår i släktet Setostylus och familjen platthornsmyggor.
Artens utbredningsområde är Panama. Inga underarter finns listade i Catalogue of Life.